# Дуейн Генрі
Дуейн Генрі (англ. Duane Henry;  нар. 18 березня 1985) — англійський, американський актор. Генрі відомий роботою в серіалах «Морська поліція: Спецвідділ», «Лікарі», «Доктор Хто» і «Ми. Віримо у кохання». Живе в Лос-Анджелесі, Каліфорнія. Розпочавши кар'єру в 2000-х, знявся у багатьох фільмах. Основні жанри: драма, кримінал, трилер.